# Hotel Residenz we Wrocławiu
Residenz Hotel (pol. Hotel Rezydencja) – niezachowany hotel, który znajdował się we Wrocławiu przy pl. T. Kościuszki 15–17.

## Historia
Budynek powstał w 1861 przy ówczesnym Tauentzien Platz w miejscu szeregu budynków mieszkalnych. Początkowo nosił nazwę Hotelu Galisch (pol. Hotelu Celtyckiego), którą około 1900 zmieniono na Residenz Hotel. Architekt zaprojektował dla tego obiektu charakterystyczną neorenesansową fasadę. Pomieszczenia na parterze przypominały wnętrza pałacowe np. restauracja, kawiarnia (Cafe Residenz), sala bilardowa. Wielokrotnie przebudowywany m.in. według projektu Alvina Wedemanna. Na jego miejscu w latach 1929-1930 wybudowano dom towarowy Wertheim (późniejszy Dom Handlowy Renoma).